# JereLesGay
JereLesGay es una asociación LGTIQAP+ (lesbianas, gays, trans, bisexuales, intersexuales y queer, asexuales, arromántica/e/os, pansexuales y polisexuales) con sede en Jerez de la Frontera (Andalucía, España). 
Fundada en el año 2001, JereLesGay es fue la primera asociación LGTBIQAP de la ciudad, la asociación LGTBIQAP+ veterana de la provincia de Cádiz y una de las asociaciones LGTBIQAP+ más relevantes de Andalucía. 
Entre sus logros destacan: 
- El primer Orgullo LGTBIQAP+ celebrado en la provincia de Cádiz.
- La primera caseta de feria LGTBI+ en Andalucía aún vigente.
- Creación del Punto Arcoiris, como punto de información y apoyo psicológica y sexológica a la población LGTBIQAP+.
- El primer Grupo de Mayores LGTBI+ en Andalucía.[2]
- El primer Grupo de Mujeres LTBIQAP+ en la provincia.
- El primer Grupo Trans y NB en la provincia.

JereLesGay es una asociación sin ánimo de lucro cuyo objetivo es la consecución de los derechos de las personas LGTBIQAP+ y el avance en el respeto de la sociedad a la diversidad sexual en Jerez de la Frontera y su área de influencia.
JereLesGay es miembro de:
- la Federación Estatal de Lesbianas, Gays, Transexuales y Bisexuales (FELGTBI+) y a su vez por tanto también de la ILGA (International Lesbian and Gay Asociation).
- Entidad colaboradora de STOP SIDA
- Asociación afiliada a Amnistía Internacional
- El Grupo de Mujeres de JereLesGay es miembro del Consejo Local de la Mujer.
- El Grupo Joven de JereLesGay es miembro del Consejo Local de la Juventud.

## Historia

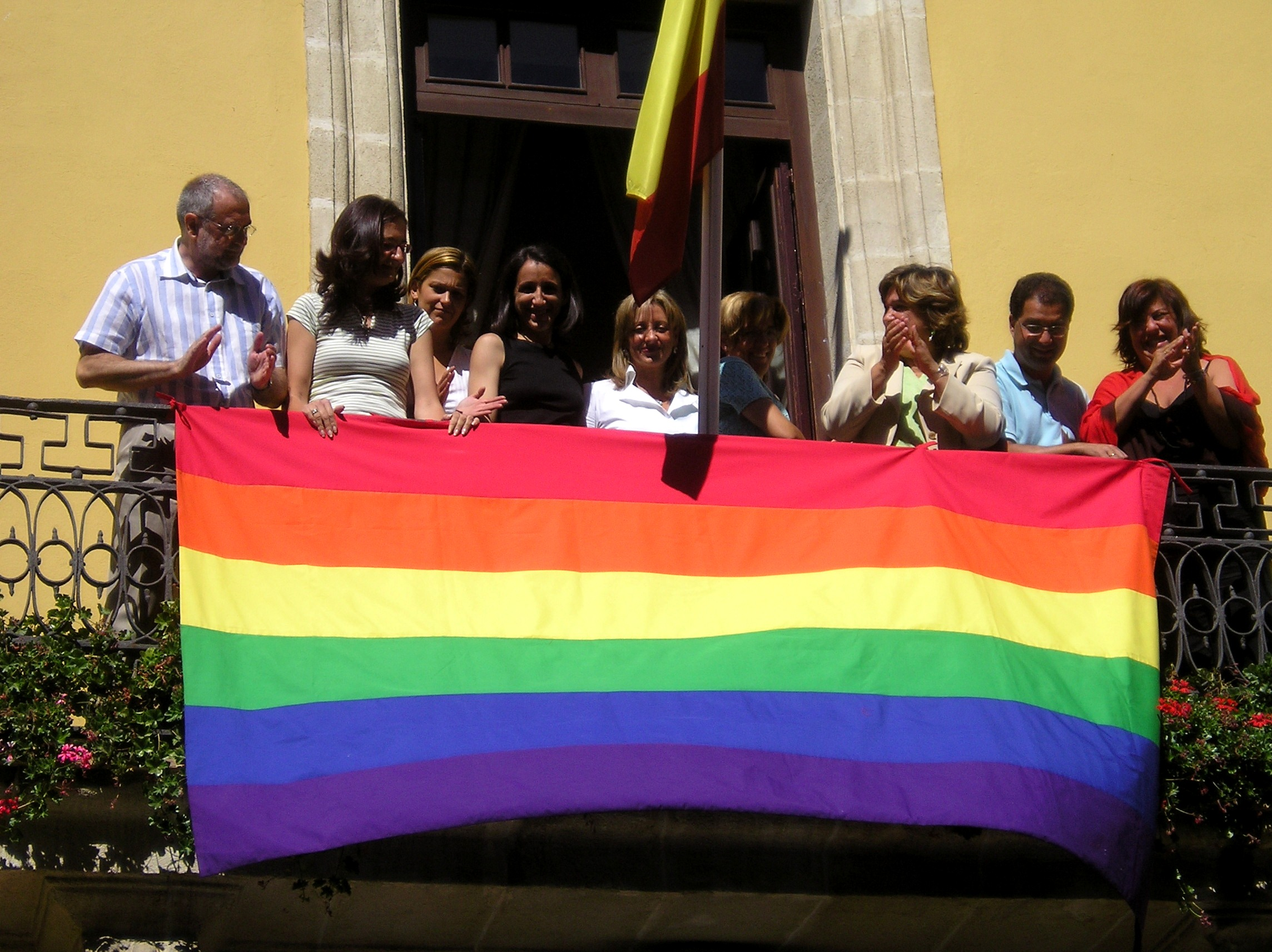
Izada de la bandera, 28 de junio de 2005.

### Primeros años
JereLesGay se fundó en el año 2001, ante la necesidad de crear una referencia LGTB en Jerez de la Frontera y en la provincia de Cádiz. Con el objetivo de tener relevancia y visibilidad públicas, estableció numerosas relaciones de participación en actividades y colaboración con organismos, administraciones e instituciones tales como el Ayuntamiento de Jerez, Diputación de Cádiz, Universidad de Cádiz y Consejo Local de la Mujer.
Desde 2001, participó en la organización de la Semana de Cine Gay Lésbico Trans de Jerez, considerado uno de los mejores ciclos de cine LGTB de España pero que no tuvo continuación debido a la crisis financiera de 2008.
Desde 2004 cuenta con caseta propia en la Feria del Caballo de Jerez, siendo la primera caseta en España aún operativa de este género, promoviendo con ella la diversidad y visibilidad.
Estos primeros años la lucha estuvo centrada en la consecución del matrimonio igualitario, conseguido en junio de 2005.

### Consolidación
Tras el matrimonio igualitario, la asociación llevó a cabo un proceso de consolidación social con el fin de que la igualdad legal tuviera un reflejo legal. Se llevaron a cabo eventos culturales, como el Tiempo de las Luces o el refuerzo de los actos del Orgullo LGTBI+ de Jerez, que por primera vez tuvieron lugar en la Plaza del Banco siendo el primer Orgullo LGTBI+ como mezcla de manifestación y evento lúdico de la provincia de Cádiz.
En 2011 se llevaron a cabo eventos para celebrar sus diez años de recorrido como conciertos, exposiciones, teatro, excursiones y varias celebraciones.

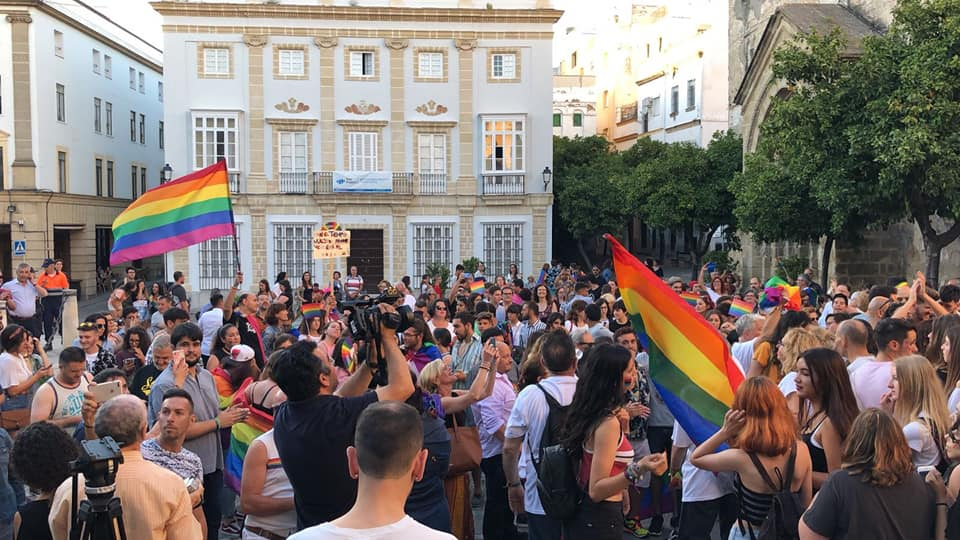
Concentración durante el Orgullo LGTBI+ de Jerez en la Plaza de la Asunción

### Crecimiento
A partir de 2017 la asociación experimenta un crecimiento desde la lucha por las realidades de diversidad, como las personas no binarias, el impulso a las realidades trans, el espectro asexual, pansexual y las realidades polisexuales.
En 2018 celebran su "mayoría de edad", tras 18 años de existencia y tras el parón obligado de la pandemia COVID-19, recupera grupos de trabajo como el Grupo Trans y NB, el Grupo de Mayores, etc.

## Objetivos
Los objetivos de JereLesGay son:
- La defensa de las libertades de todas las personas a poder desarrollar su orientación e identidad sexual como un derecho más sin tener que sufrir ningún tipo de discriminación.
- Reivindicación de los derechos civiles y sociales de la comunidad LGTBIQAP.
- Fomentar la visibilidad así como la integración social, cultural, laboral, etc. de lesbianas, gays, transexuales y bisexuales a fin de obtener la normalización.
- Fomentar la existencia de recursos específicos en materia de salud, jurídicas, psicológicas, etc. para la comunidad LGTBIQAP+.

## Actividades
Para la consecución de los objetivos, JereLesGay desarrolla las siguientes actividades.
- Acciones tendentes a educar a la sociedad en la inclusión y reconocimiento de las diversas opciones sexuales (mesas redondas, jornadas, participación en actos educativos, publicidad etc…)
- Acciones reivindicativas.
- Acciones judiciales en apoyo de los colectivos y/o personas sobre los que se ejerza discriminación

Algunas de las actividades concretas son: 

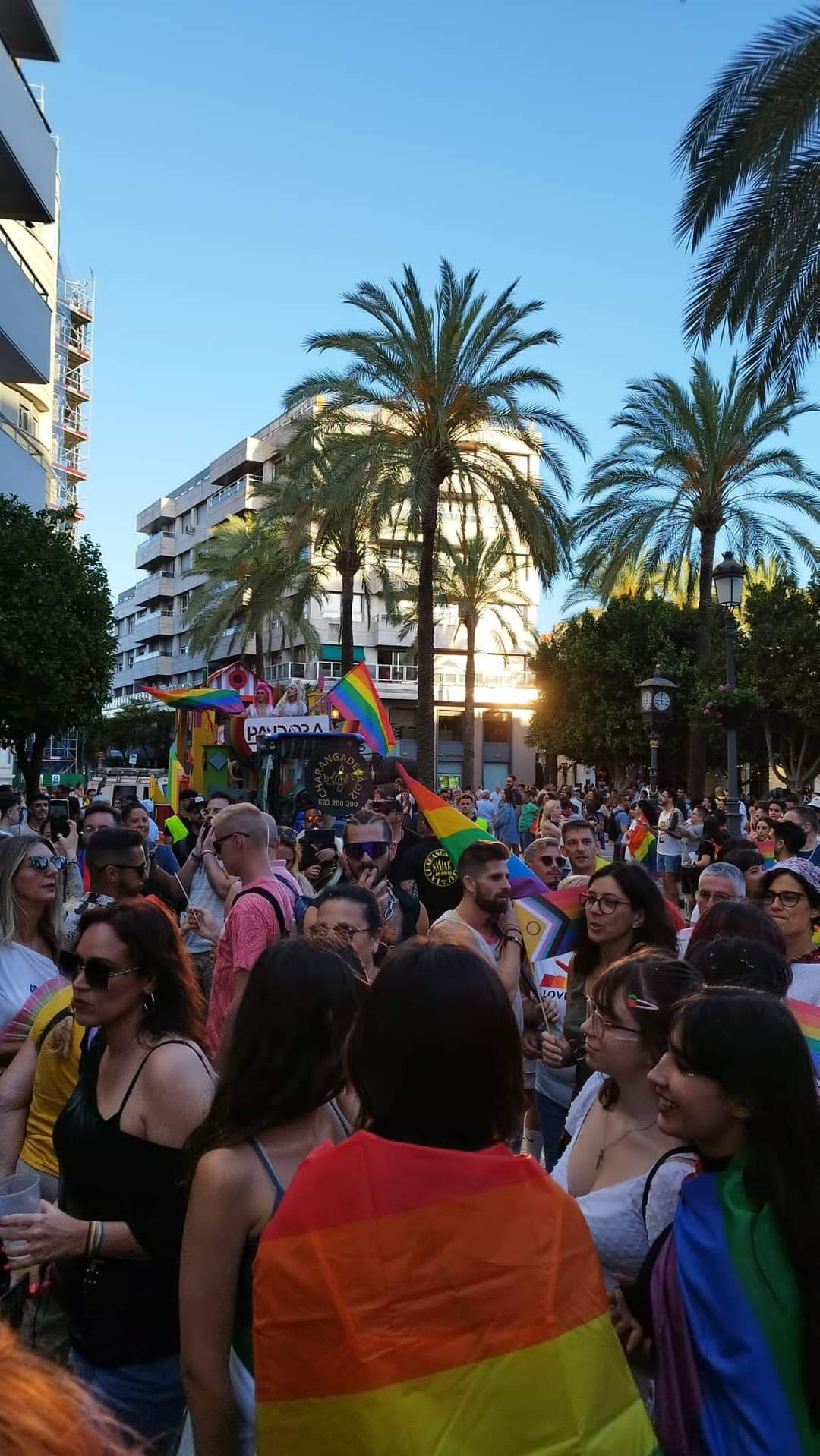
Manifestación Orgullo LGTBIQAP de Jerez de la Frontera por la Plaza del Arenal

- Punto Arcoiris: servicio de atención y apoyo psicológico y sexólogo a personas LGTBIQAP y a sus familias.
- Actividades en conmemoración del 28 de junio, Día del Orgullo, tales como conferencias, conciertos, cine, talleres contra la LGTBIQAP+ fobia, izado de la bandera en el Ayuntamiento de Jerez, lectura de manifiesto, etc.[7]
- Convenio marco de colaboración con la Universidad de Cádiz.[8]
- SIDA: Participación en actividad del Día del SIDA. Mesa informativa diurna en la ciudad y nocturna en lugares de ocio. Participación en el Campus de Jerez.[9] Colaboración transversal en STOP SIDA.[10]
- Participación en actividad del Día de la Mujer. Campaña «Yo soy mujer y lesbiana».
- Consolidación de hemeroteca y biblioteca de temática LGTBIQAP+. Información, asesoramiento y difusión de literatura, ensayo y noticias sobre la comunidad LGTBIQAP+.[11]
- Trato con los medios de comunicación para la visibilidad y denuncia.
- Defensa y denuncia en caso de agresión y discriminación social.[12]
- Programas educativos en centros escolares, «Jerez sin homofobia».[13]
- Actuación en el ámbito rural: Guadalcacín,[14] San José del Valle[15] y La Barca de la Florida.[16]
- Campaña anual sobre familias homoparentales.[17][18]
- Acuerdos internacionales de colaboración e intercambio de ideas (MHOL - Perú).[19]
- Organización de ciclos de cine LGBTIQAP+.[20]

## Grupos de trabajo
JereLesGay está compuesta por áreas de trabajo que agrupan a personas voluntarias especialistas con el objetivo de cada grupo y se encargan, además, de preparar y desarrollar sus propias actividades. 
- Grupo de Mujeres
- Grupo Trans y NB
- Grupo Joven
- Grupo de Mayores
- Salud Integral
- Grupo Esperanza
- Asesoría Jurídica
- Acogida
- Cultura
- Comunicaciones y Diseño
- Educación

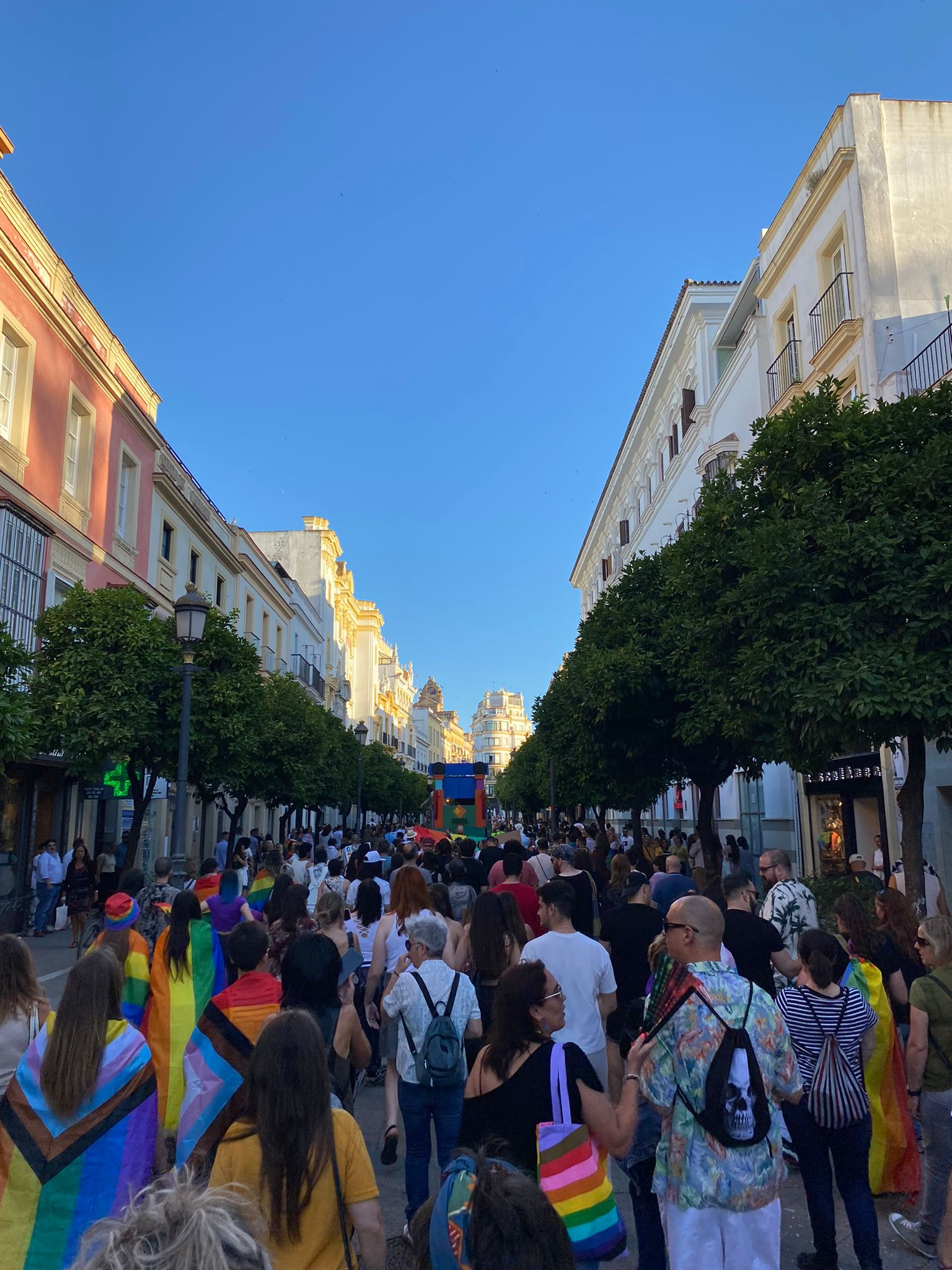
Manifestación Orgullo LGTBIQAP de Jerez de la Frontera por la calle Larga

- Socialización: Grupo de Eurovisión, Club de Lectura LGTBIQAP+, Cafés Abiertos, etc.

## Logros
En el ámbito local y provincial, entre sus logros destacan
- El primer Orgullo celebrado en la provincia de Cádiz, con actividades en Jerez y Guadalcacín cada 28 de junio.
- El lanzamiento del primer boletín de comunicación LGTBI+ de la provincia de Cádiz.
- La primera caseta de feria LGTBI+ en Andalucía aún vigente.
- Creación de un marco de colaboración con instituciones como la Diputación de Cádiz, la Universidad de Cádiz.
- Creación del Punto Arcoiris, como punto de información y apoyo psicológica y sexológica a la población LGTBIQAP+.
- El primer Grupo de Mayores LGTBI+ en Andalucía.
- El primer Grupo de Mujeres LTBIQAP+ en la provincia.
- El primer Grupo de Personas Trans y NB en la provincia.
- Campañas anuales de educación, sensibilización y visibilidad.

Entre sus logros destacados (en colaboración con otras asociaciones LGTBI+) figuran:
- La legalización del matrimonio igualitario en España (2005).

- La promulgación de la Ley de Identidad de Género (2007).
- La ley trans y LGTBI (2023).

## Reconocimientos
- 2024. I Premio María Cala de Jerez, concedido por la A.VV Cruz Vieja del barrio de San Miguel[21]
- 2023. Premio por su lucha y recorrido en los V Premios LGTBI de Andalucía [22]
- 2022. Eduardo Cordel, activista de JereLesGay, logra el primer premio científico al Mejor Estudio en las VII Jornadas de Actualización en Sexología Clínica [23]
- 2020. Galardón Muestra-T por "su gran trayectoria y trabajo social y pedagógico en favor del colectivo LGTBI y las personas trans".
- 2017. Premio Arcoíris a la Caseta de JereLesGay, "como ejemplo de visibilidad y normalización, de convivencia y apertura, que ofrece el contrapunto a conductas homófobas y reprobables". [24]
- 2015. Premio Cádiz Joven en la modalidad de asociacionismo [25]
- 2008. Susana Domínguez, activista de JereLesGay, recibió el XVI Premio Racimo por su contribución a la Igualdad de Oportunidades,[26] así como el Premio Ciudad de Jerez a la Igualdad.[27]

## Imágenes

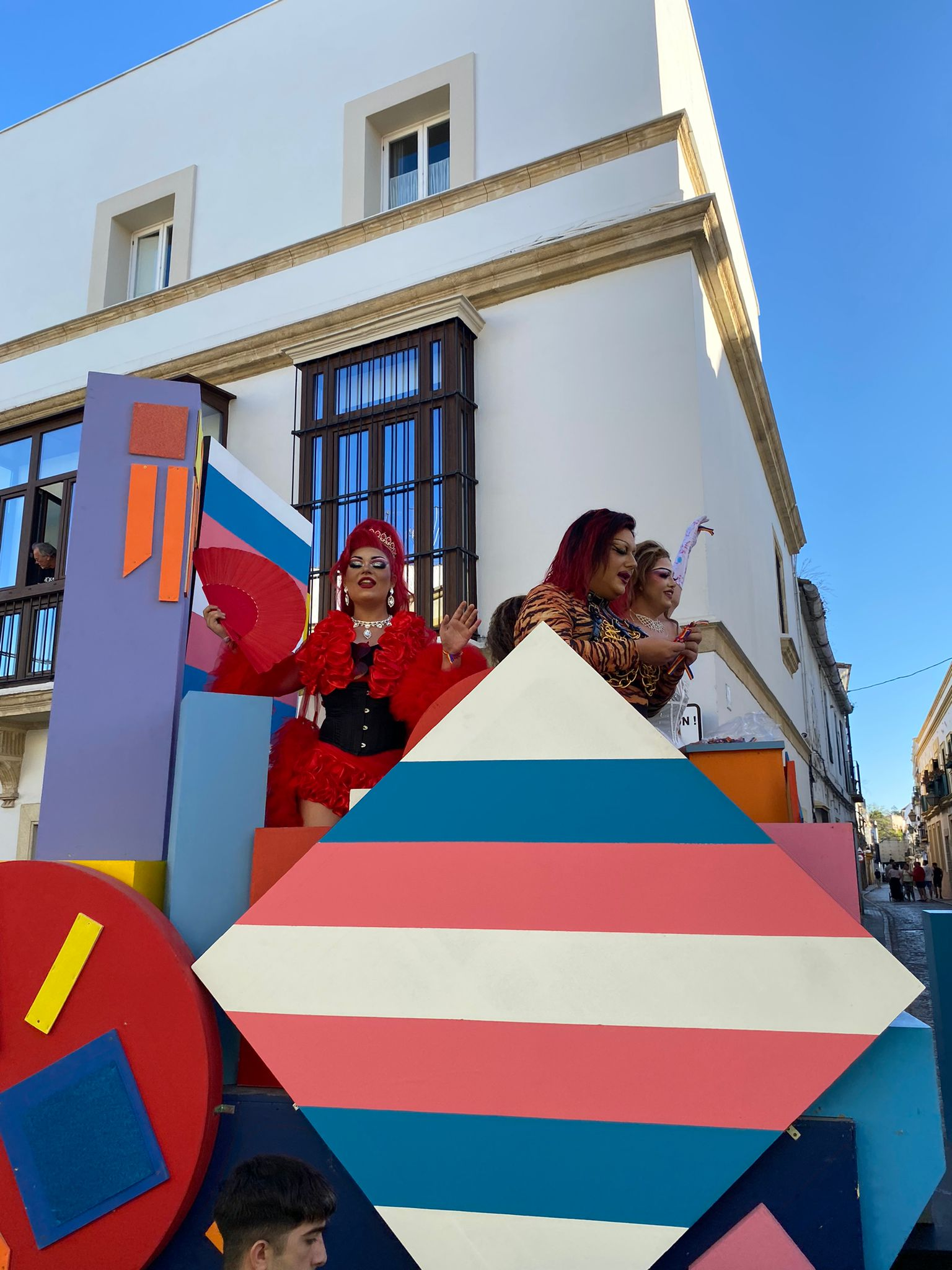
Carroza con bandera trans durante el Orgullo LGTBIQAP de Jerez de la Frontera
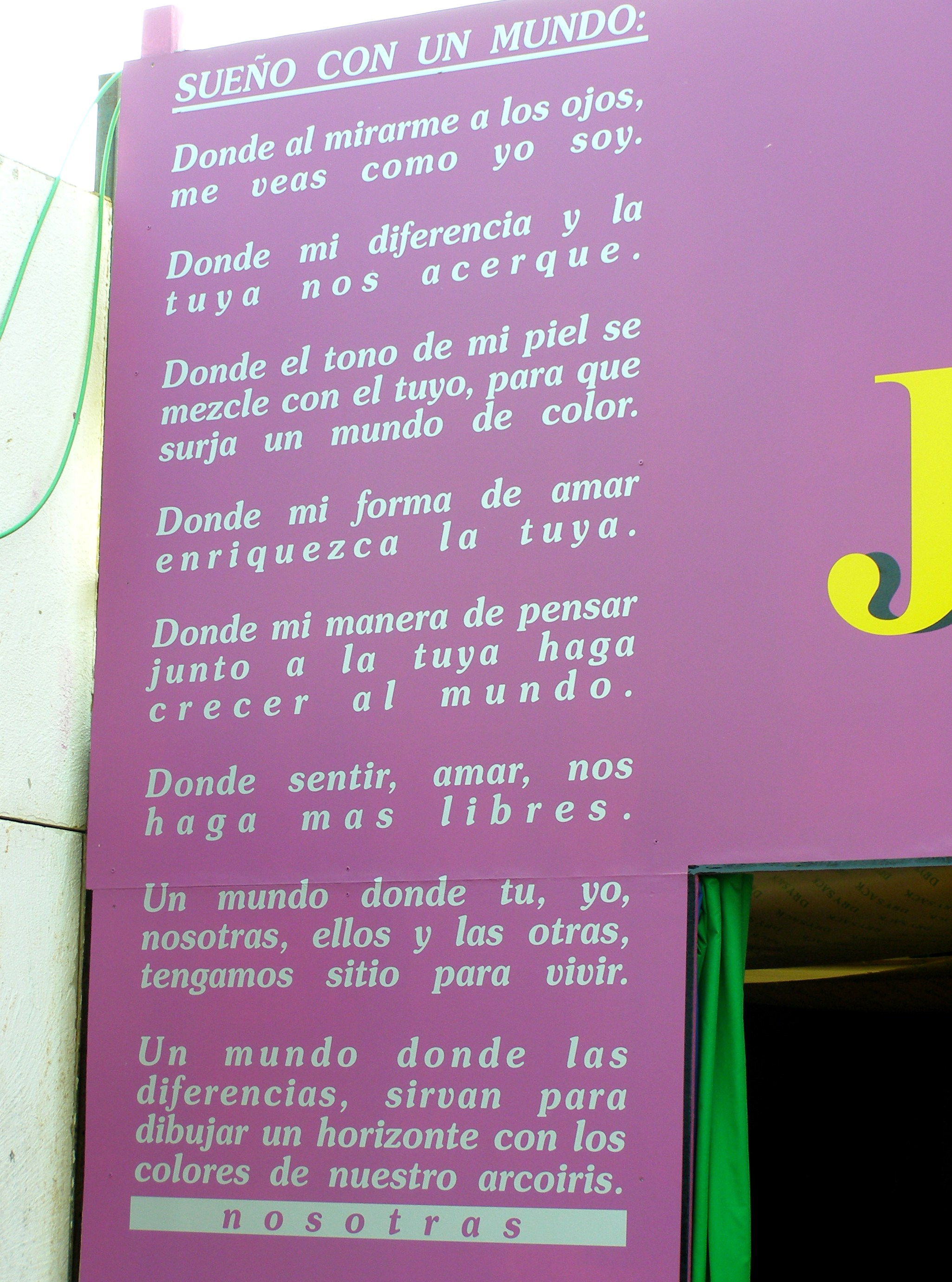
Poema en la Caseta JereLesGay, 2006.
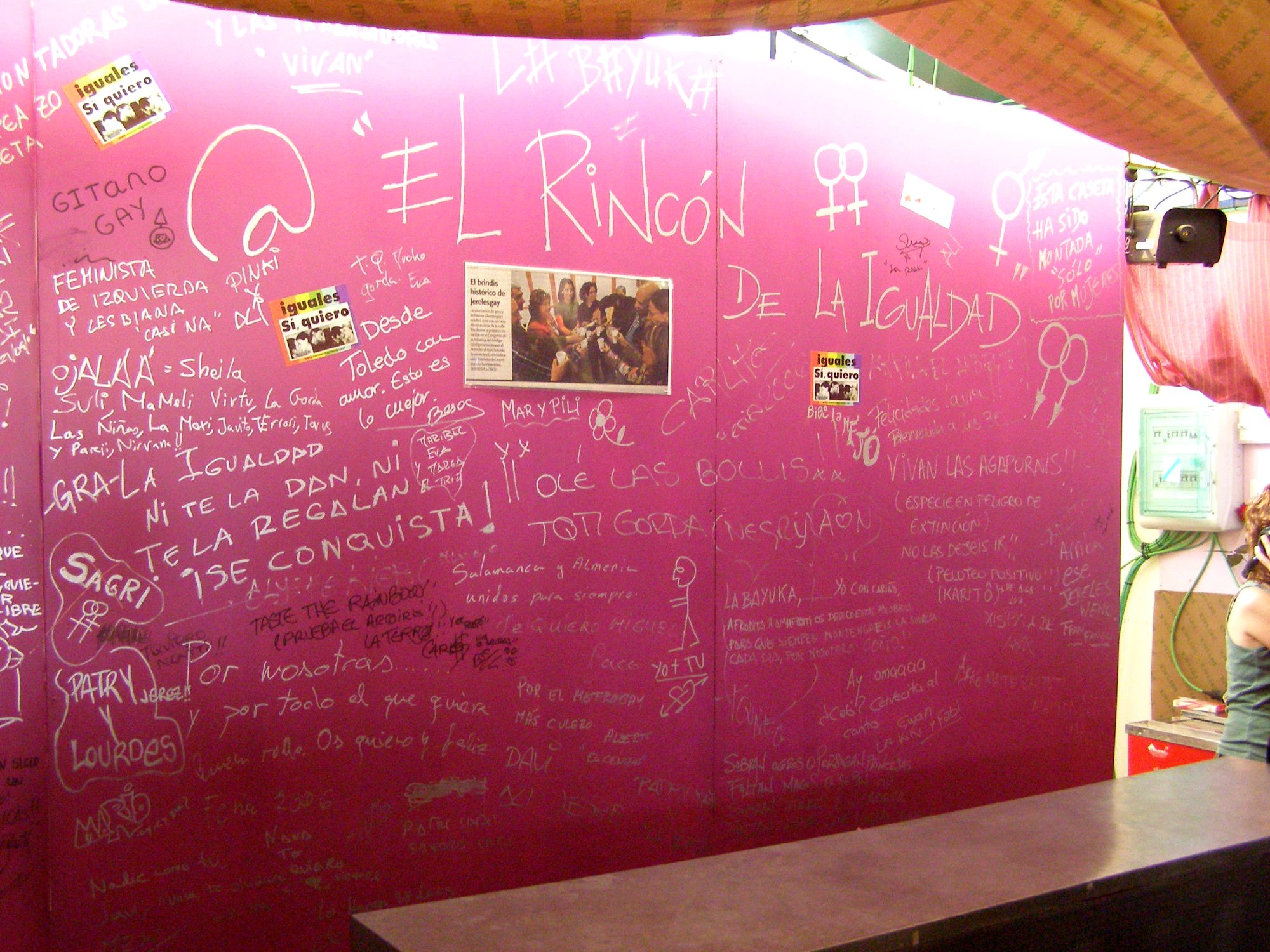
“Rincón de la Igualdad”.
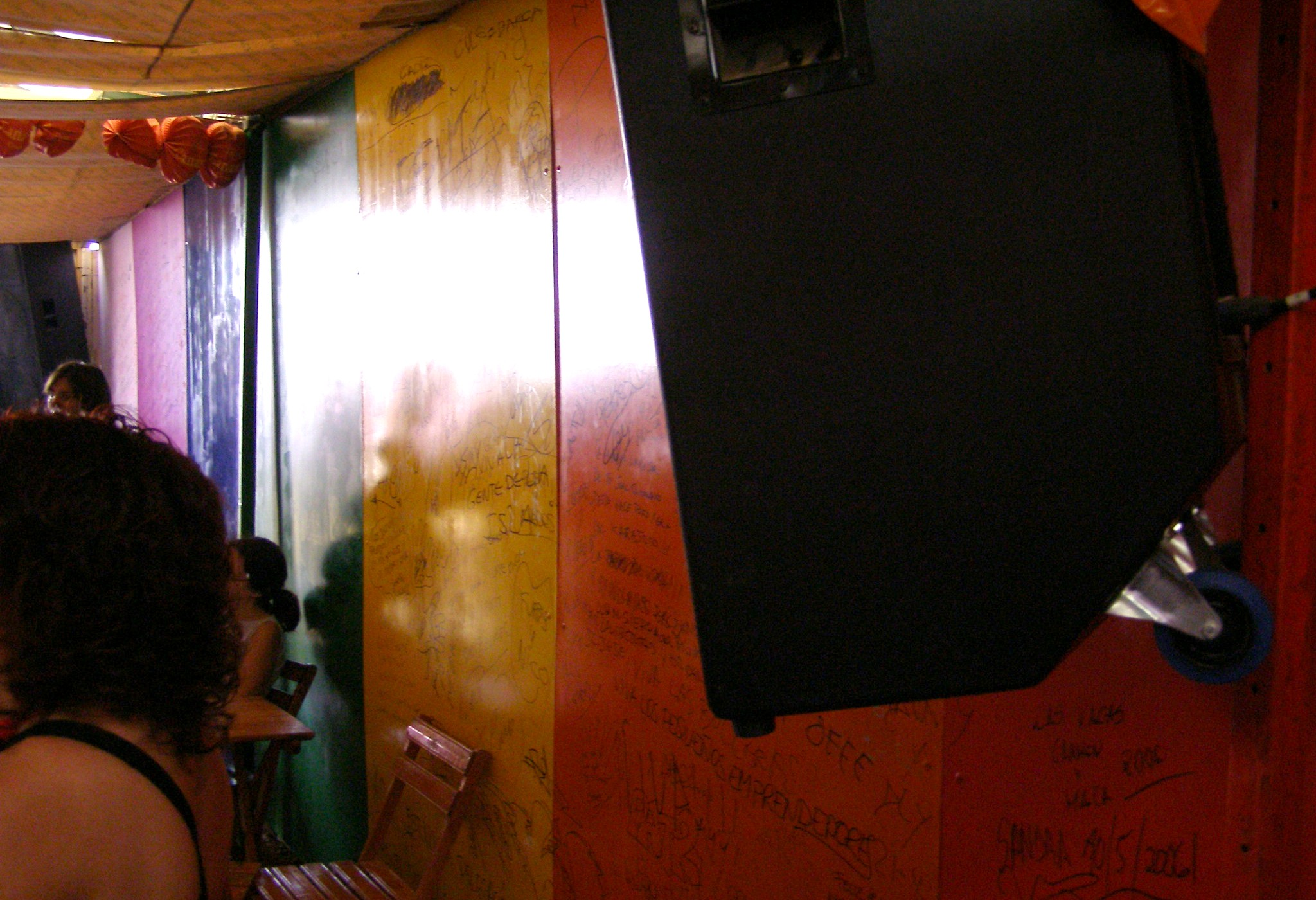
Interior de la caseta JereLesGay, 2006
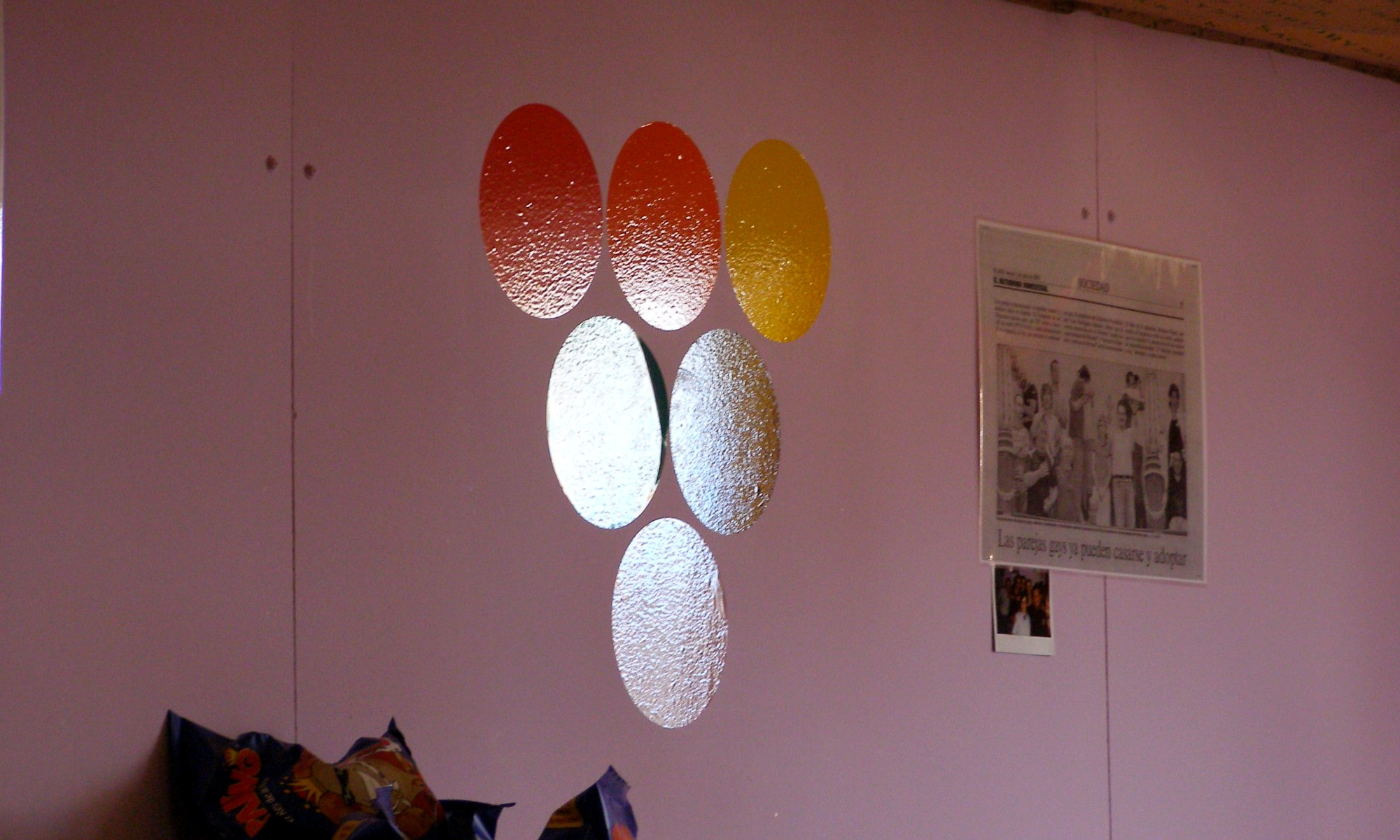
Caseta JereLesGay.
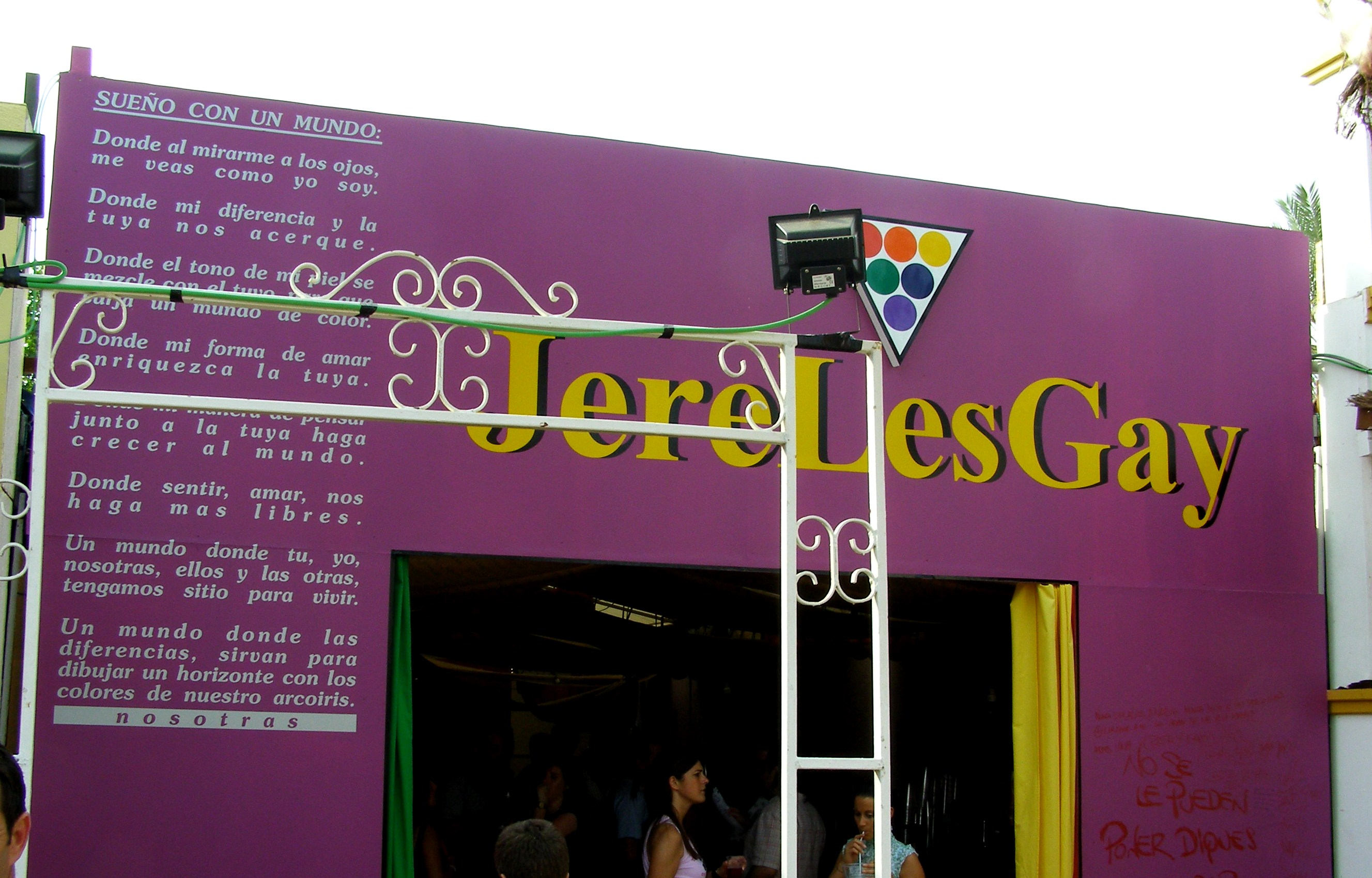
Primeras fachadas de la Caseta JereLesGay.